# Zina Garrison
Zina Lynna Garrison (Houston, 6 de novembro de 1963) é uma ex-tenista profissional estadunidense.

## Grand Slam finais

### Simples 1 (1 vice)
| Resultado | Ano  | Campeonato | Piso  | Oponente            | Placar   |
| --------- | ---- | ---------- | ----- | ------------------- | -------- |
| Vice      | 1990 | Wimbledon  | Grama | Martina Navratilova | 6–4, 6–1 |

### Duplas: 2 (2 vices)
| Resultado | Ano  | Campeonato      | Piso  | Parceira           | Oponentes                             | Placar        |
| --------- | ---- | --------------- | ----- | ------------------ | ------------------------------------- | ------------- |
| Vice      | 1987 | Australian Open | Grama | Lori McNeil        | Martina Navratilova Pam Shriver       | 6–1, 6–0      |
| Vice      | 1992 | Australian Open | Duro  | Mary Joe Fernández | Arantxa Sánchez Vicario Helena Suková | 6–4, 7–6(7–3) |

### Duplas Mistas: 6 (3 títulos, 3 vices)
| Resultado | Ano  | Campeonato      | Piso  | Parceiro         | Oponentes                               | Placar             |
| --------- | ---- | --------------- | ----- | ---------------- | --------------------------------------- | ------------------ |
| Campeã    | 1987 | Australian Open | Grama | Sherwood Stewart | Anne Hobbs Andrew Castle                | 3–6, 7–6(7–5), 6–3 |
| Campeã    | 1988 | Wimbledon       | Grama | Sherwood Stewart | Gretchen Magers Kelly Jones             | 6–1, 7–6(7–3)      |
| Vice      | 1989 | Australian Open | Duro  | Sherwood Stewart | Jana Novotná Jim Pugh                   | 6–3, 6–4           |
| Vicep     | 1990 | Australian Open | Hard  | Jim Pugh         | Natasha Zvereva Andrew Castle           | 4–6, 6–2, 6–3      |
| Campeã    | 1990 | Wimbledon (2)   | Grama | Rick Leach       | Elizabeth Smylie John Fitzgerald        | 7–5, 6–2           |
| Vice      | 1993 | Australian Open | Duro  | Rick Leach       | Arantxa Sánchez Vicario Todd Woodbridge | 7–5, 6–4           |

## Olimpíadas

### Simples: 1 medalha (1 bronze)
| Resultado | Ano  | Campeonato | Surface | Opponent | Score |
| --------- | ---- | ---------- | ------- | -------- | ----- |
| Bronze    | 1988 | Seul       | Duro    | -        | -     |

Garrison perdeu a semifinal para Steffi Graf 6–2, 6–0. E em 1988, não havia disputa pelo bronze.

### Duplas: 1 (1 ouro)
| Resultado | Ano  | Local | Piso | Parceira    | Oponentes                  | Placar         |
| --------- | ---- | ----- | ---- | ----------- | -------------------------- | -------------- |
| Ouro      | 1988 | Seul  | Duro | Pam Shriver | Jana Novotná Helena Suková | 4–6, 6–2, 10–8 |